# Stadio Angelino Nobile
Lo stadio Angelino Nobile è un impianto calcistico di Lentini, in  provincia di Siracusa. Ospita le partite casalinghe della Leonzio.
È situato in pieno centro cittadino a Lentini, nei pressi della villa comunale Gorgia, ed è intitolato ad Angelino Nobile, fondatore della prima squadra di calcio cittadina insieme ai soci Giuseppe Messina e Francesco Siracusano nei primi anni del XX secolo. L'impianto ha una capienza di circa 3 500 spettatori, con una tribuna coperta, una laterale, una gradinata riservata ai tifosi ospiti e una curva scoperta.

## Storia
Costruito nel 1934, è stato ristrutturato nel 1988, in occasione della promozione della Sicula Leonzio nel campionato di Serie C2. 

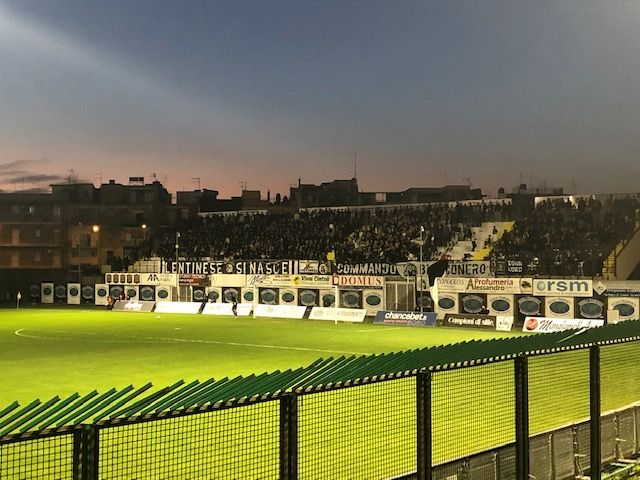
La Curva Facchini in azione (stagione 2018-2019).

Nel giugno del 2017 il presidente della Sicula Leonzio Giuseppe Leonardi, visti i lavori di adeguamento dello stadio a seguito della promozione nel campionato di Serie C, dichiara di voler riaprire la curva, intitolandola ufficialmente, il 30 luglio, al tifoso bianconero Matteo Facchini. Terminati i lavori di adeguamento, la Leonzio vi disputa solo tre gare. Difatti il presidente della Lega di Serie C Gabriele Gravina non concede il nulla osta per l'agibilità dell'impianto per mancanza delle quattro torri faro, che impediscono lo svolgimento di manifestazioni sportive in notturna. Il club è così costretto a trovare uno stadio alternativo per lo svolgimento degli incontri casalinghi, con scelta ricaduta nella vicina Catania, allo stadio Angelo Massimino, potendo ospitare il solo pubblico abbonato, essendo vietata la vendita di biglietti al pubblico di casa e ospite per questioni di ordine pubblico, fatto che crea notevole disagio nelle casse societarie. Il presidente Leonardi mette a disposizione dei fondi privati per realizzare le torri faro entro il 2018, portando a termine il campionato tra le mura amiche. Lo stadio riapre l'11 marzo 2018 con la partita della Sicula Leonzio contro il Catania. Terminati i lavori di adeguamento dell'impianto lentinese. il presidente Leonardi, dal 2018 al 2020, ha modificato il nome dell'impianto da gioco in Sicula Trasport Stadium sponsorizzando in modo maggiore il nome della propria società Sicula Trasporti.

## Settori
- Tribuna A coperta

(capienza 500 spett.)
- Tribuna A laterale

(capienza 300 + 300 spett.)
- Curva Emilio Crescimanni

(capienza 990 spett.)
- Gradinata ospiti

(capienza 1.210 spett.)